# دهستان ولوپی
دهستان ولوپی، دهستانی است از توابع بخش مرکزی شهرستان سوادکوه در استان مازندران.
جمعیت این دهستان بر اساس سرشماری سال ۱۳۸۵ در حدود (۱۰۹۷ خانوار) ۳۵۳۸ نفر است.